# Amor eterno (canción)
«Amor eterno» es una canción mexicana elegíaca del autor Alberto Aguilera, conocido como Juan Gabriel. 
De acuerdo con el autor, la letra de esta canción fue inspirada en la muerte de su madre ocurrida en 1974, noticia que recibió estando el cantante de gira en Acapulco, Guerrero, hecho que refleja en la letra de la canción.
Originalmente interpretada por Rocío Dúrcal, es quizá la canción más conocida de esta cantante y una de las más reconocidas de la música vernácula mexicana. En 2024, el sencillo fue seleccionado para su preservación en el Registro Nacional de Grabaciones de los Estados Unidos por la Biblioteca del Congreso por ser "cultural, histórica o estéticamente significativo".

## Versiones y duetos
Este tema ha sido grabado por varios artistas a lo largo de su historia:
- La primera versión fue interpretada en 1984 por Rocío Dúrcal en el disco Canta a Juan Gabriel Volumen 6. Con la dupla de estos dos artistas se dio el inicio de una cadena de éxitos musicales en conjunto, que se prolongó durante dos décadas.

- En 1990, el propio Juan Gabriel la interpretó en su primer concierto en el Palacio de Bellas Artes.

- En 1991, el trío mexicano Pandora lanzó su propia versión de la canción en su disco de estudio "Con Amor Eterno".

- En 1999, La cantante mexicana Lucero la interpretó en su primer concierto en la Plaza de Toros, en su disco en vivo "Un Lucero en la México".
- En 2006, Allison grabó una versión en Pop-punk. Llegando a presentarla en el Auditorio Nacional frente a Juan Gabriel

- En 2015, Il Divo grabó un dueto con la canción junto con Juan Gabriel,[3] que se incluye en el disco número 40 titulado Los Dúos,[4] repleto de otros duetos, de Juan Gabriel.[5]
- En 2016 el cantante de "tejano music" Gary Hobbs la incluye en su disco "Recuerdos de mi madre"

- En 2018, la cantante mexicana Silvana Estrada lanzó su versión de la canción.

- En 2019, la cantante mexicana Lynda Thomas lanzó su propia versión de la canción cómo el tercer sencillo de su disco de estudio "Hola y Adios".

- En 2020, el cantante argentino Antonio Ríos lanzó su versión de esta canción para su disco Homenaje a Juan Gabriel.

- En 2023, la cantante Belinda interpreta la canción en la serie de Netflix Bienvenidos al eden temporada 2.